# Nationalpark Lençóis Maranhenses
Der Nationalpark Lençóis Maranhenses („Bettlaken von Maranhão“), portugiesisch Parque Nacional dos Lençóis Maranhenses, ist ein ausgedehntes Dünengebiet im Norden Brasiliens. Es liegt an der Küste des Bundesstaats Maranhão.
Ein Gebiet von 1550 km² wurde am 2. Juni 1981 zum Nationalpark erklärt. Die festen und Wanderdünen erstrecken sich bis 40 km ins Landesinnere, somit entsteht trotz der relativ hohen Niederschläge (etwa 1500 mm) die einzige Wüste Brasiliens. Die Temperaturen bewegen sich zwischen 16 °C und 36 °C. Winde sind oft stark.
Seit 2024 gehört der Nationalpark zum UNESCO-Weltnaturerbe.

## Flora
An den Stränden wachsen verschiedene Gräser und Sträucher, unter anderem Sandgras, Strandhafer und Rosendorn. Bei den Dünen sind verschiedene Kakteen der Gattung Cereus häufig anzutreffen. Außerhalb ist die Wüste von Mangrovenwäldern umgeben. Hier dominieren die Rote Mangrove (Rhizophora mangle) und die Weiße Mangrove (Laguncularia racemosa).

## Fauna
Krebse und Schildkröten suchen die Strände auf, um dort ihre Eier abzulegen. Dazu zählen unter anderem die Gemeine Schildkröte und die vom Aussterben bedrohte Echte Karettschildkröte. In den Lagunen leben Fische, Shrimps und Weichtiere. In den letzten Monaten des Jahres verdunstet das Wasser fast vollständig und die meisten Wassertiere sterben. Der Laich und  die Latenzeier der Daphnien überleben in den noch feuchten unteren Schichten, und die Brut schlüpft erst während der Regenzeit. Zugvögel, die sich bei den Lagunen aufhalten, bringen ungewollt befruchtete Fischeier von anderen Gewässern im Gefieder mit.

## Tourismus
Ausgangsort von Touren in den Nationalpark ist Barreirinhas. Weitere Teile gehören zu den Orten Humberto de Campos und Primeira Cruz.
Im Nationalpark gibt es einige Lagunen. Ihr Wasserstand hängt vom Regen ab. Nach längerer Trockenzeit sind viele Lagunen komplett ausgetrocknet, die Ausflugsziele Lagoa do Peixe oder Lagoa Bonita haben aber immer Wasser.
Mit einem langsamen Linienschiff oder einem Bootstaxi kann man von Barreirinhas an die Küste nach Caburé und Atins fahren.
Caburé liegt auf einer Landzunge zwischen Fluss und Meer und besteht nur aus einem halben Dutzend Pensionen. Atins ist ein kleiner Ort, von dem man direkt in die Lençóis spazieren kann. Vom Leuchtturm nahebei hat man eine imposante Aussicht. Von Caburé kann man mit einem Jeep durch die Pequenos Lençóis nach Paulino Neves oder Tutóia fahren.

## Ansichten

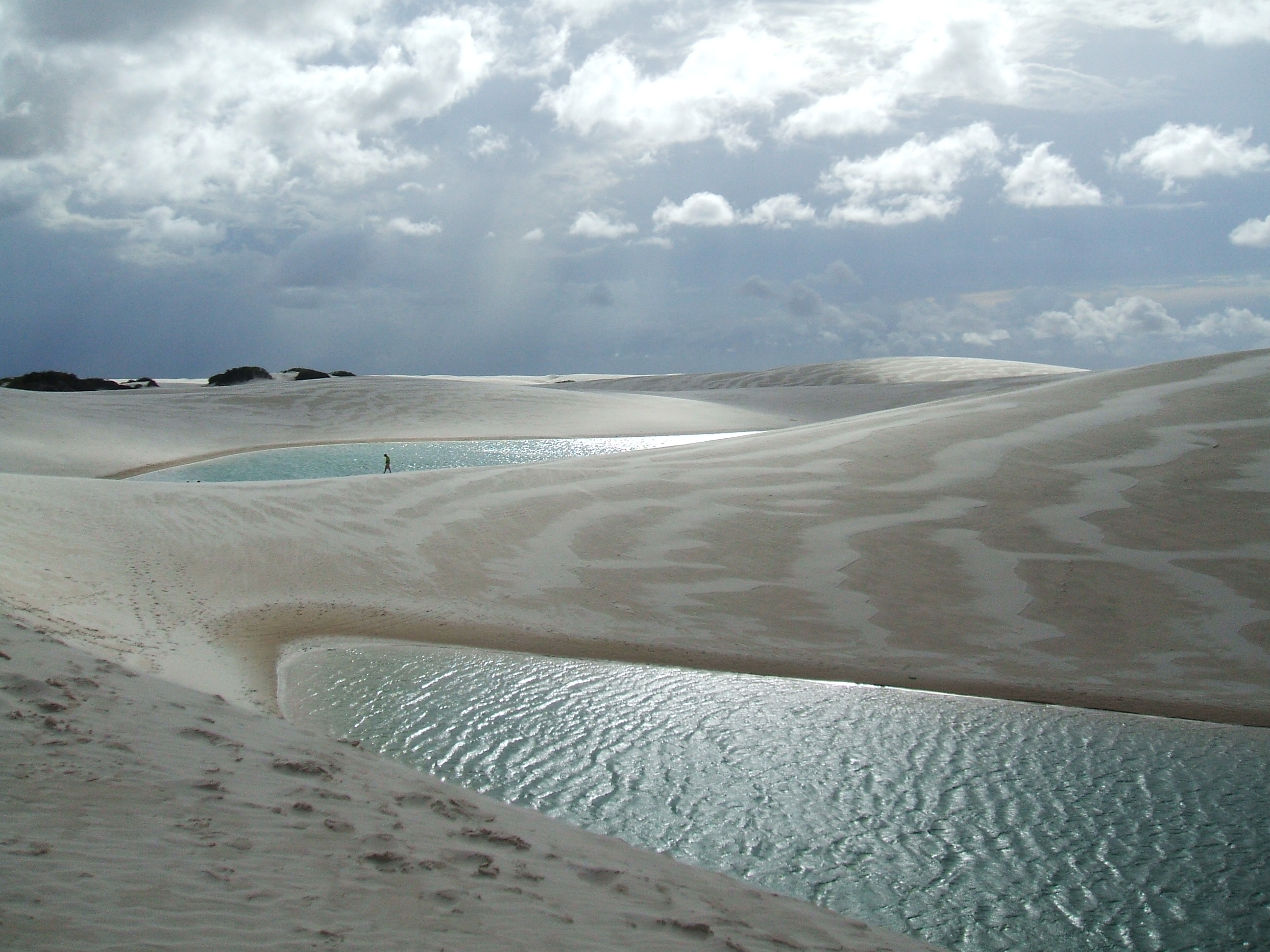
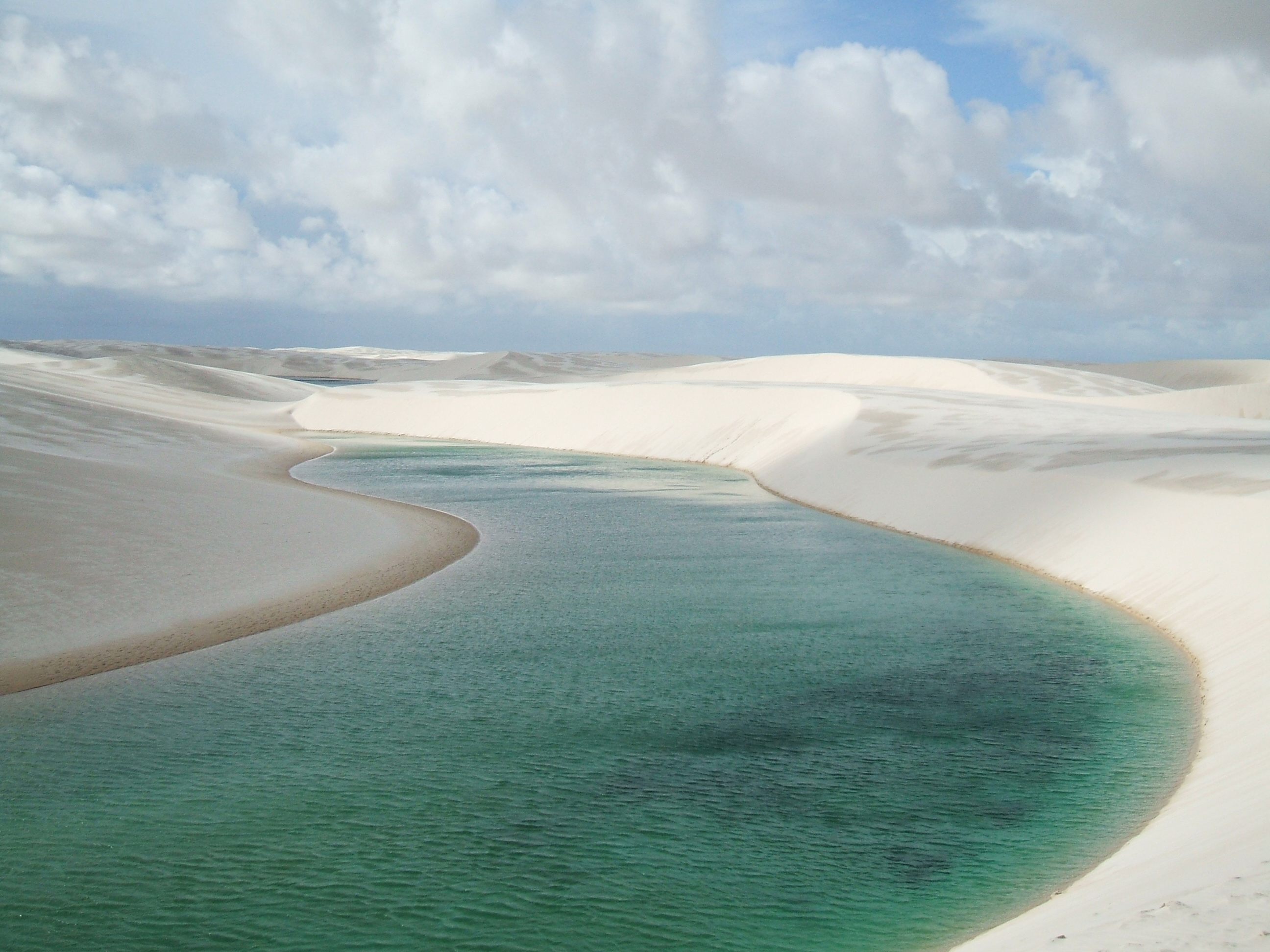
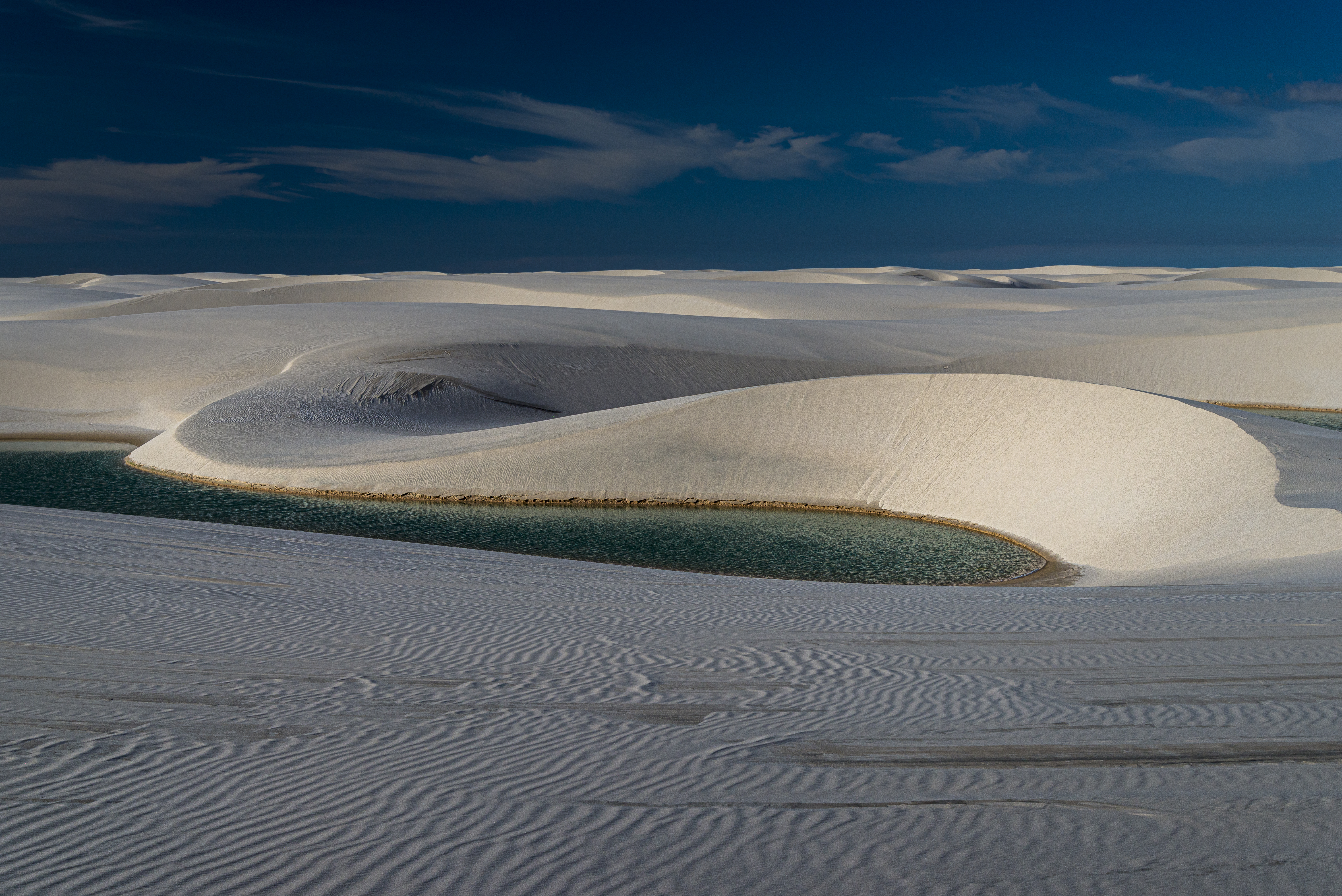
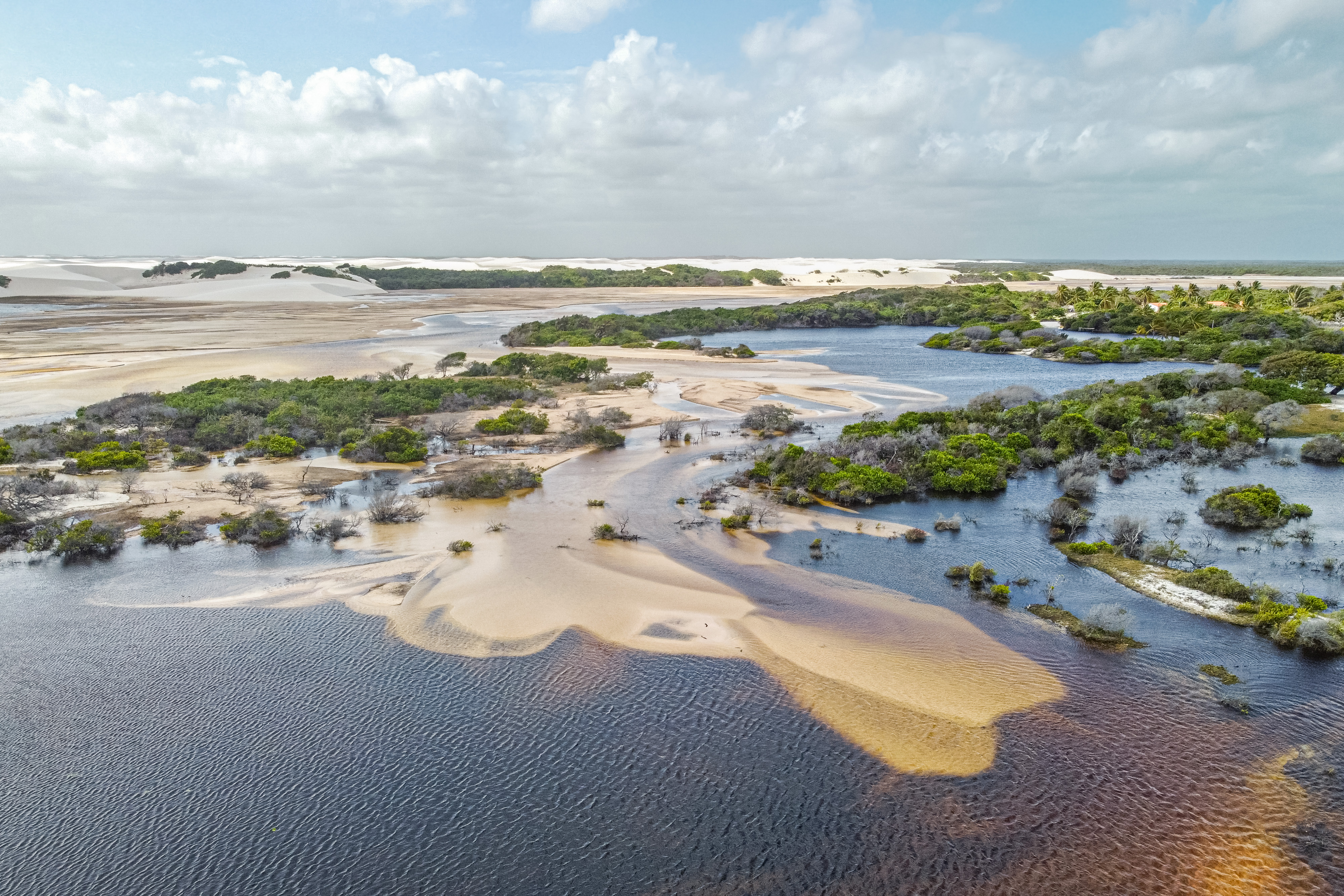
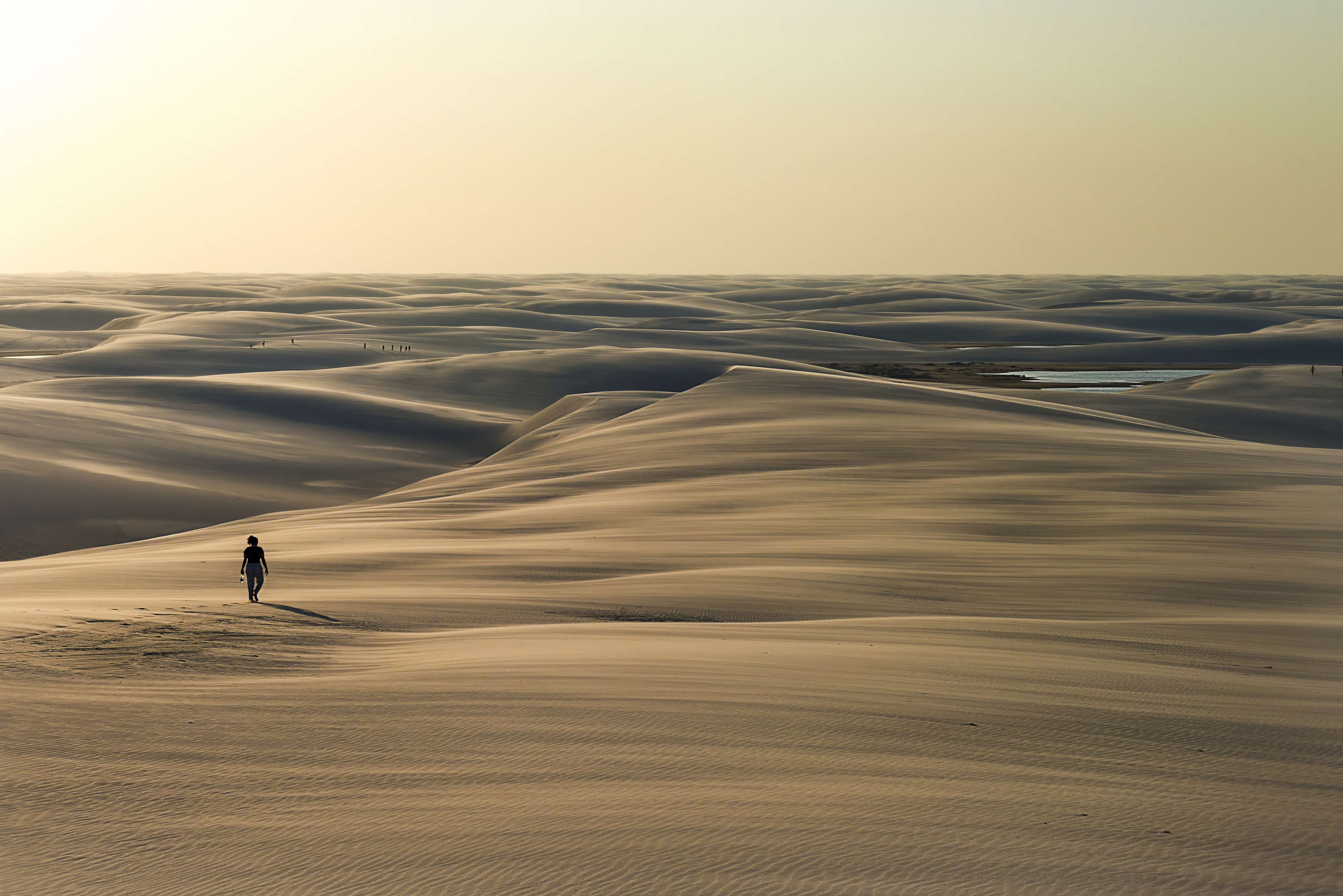
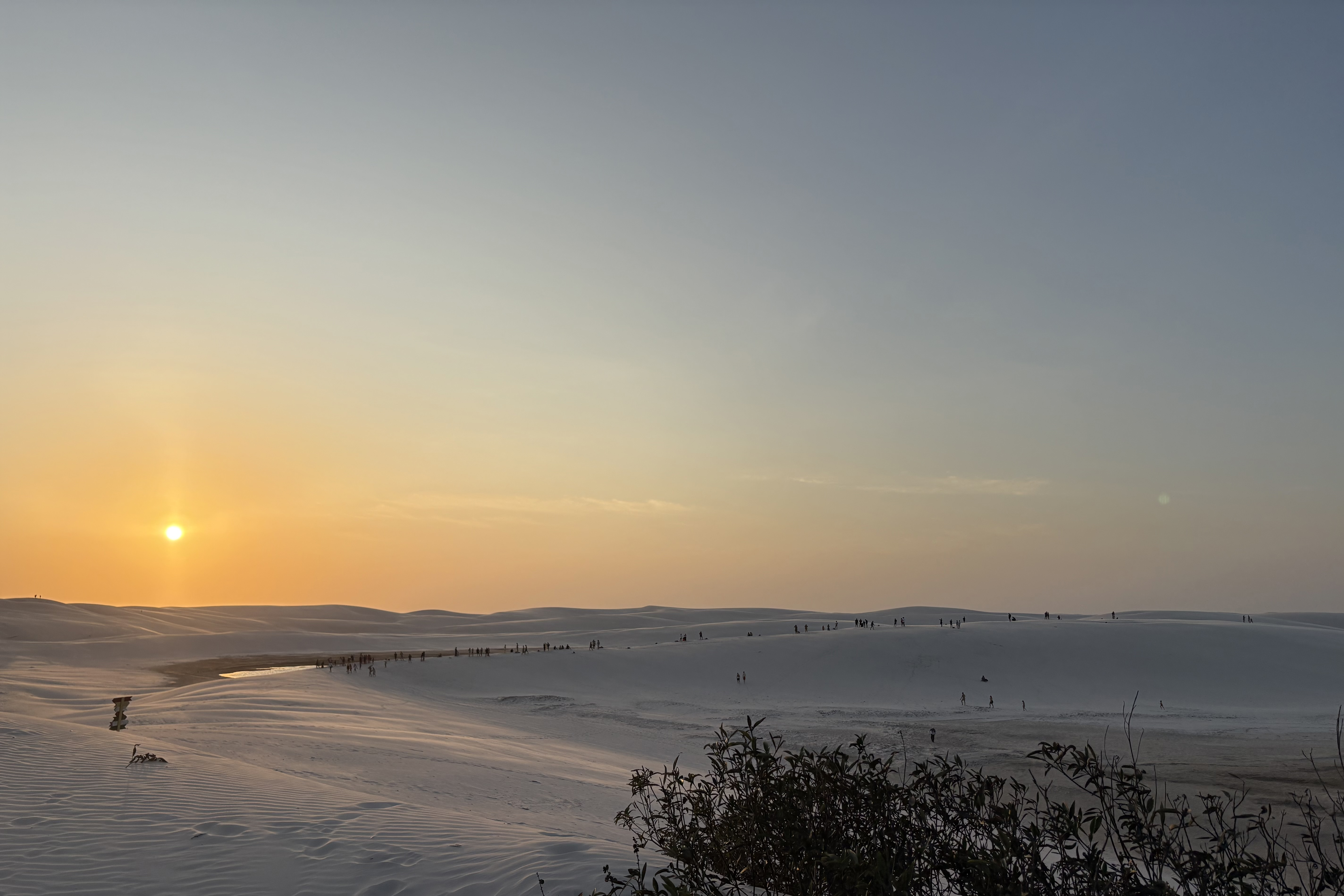

## Filme
- Casa de Areia. (Alternativtitel: The House of Sand.) Spielfilm, Brasilien, 2005, 115 Min., Regie: Andrucha Waddington, Inhaltsangabe von IMDb, mit Fernanda Montenegro und Fernanda Torres. Der Film spielt ausschließlich in den Lençois.
- Dünen, Sand und Einsamkeit. Die Sahara Brasiliens. Dokumentarfilm, Deutschland, 2008, 28 Min., Buch und Regie: Michael Stocks, Produktion: ARD-Studio Rio de Janeiro, Phoenix, SWR, Erstsendung: 5. Dezember 2008 bei Phoenix, Inhaltsangabe von ARD.
- Vom Winde verweht – Zu Fuß durch die Sahara Brasiliens. Dokumentarfilm, Deutschland, 2011, 43:44 Min., Buch und Regie: Michael Stocks, Produktion: SWR, Reihe: Länder – Menschen – Abenteuer, Erstsendung: 8. Januar 2012 bei SWR, Inhaltsangabe von SWR.
- Brasiliens Küsten 2. Nordeste. (OT: Le Brésil par la côte 2. Le Nordeste.) Dokumentarfilm, Frankreich, 2014, 43 Min., Buch und Regie: Ombline de la Grandière, Nicolas Moncadas, Produktion: arte France, Gedeon, Gullane, Reihe: Brasiliens Küsten / Le Brésil par la côte, Erstsendung: 9. Juni 2014 bei arte,  Inhaltsangabe von arte.
- Brasiliens Dünenseen. (OT: Lençóis Maranhenses, les lacs de sable.) Dokumentarfilm, Frankreich, 2014, 43:03 Min., Buch und Regie: Bruno Victor-Pujebet, Bernard Delaroche, Produktion: arte France, ZED, Productions Nova Média, Reihe: Stille Wasser sind tief / La vie secrète des lacs, Erstsendung: 4. September 2015 bei arte, Inhaltsangabe von arte.
- Marvel‘s Avengers 3 und 4. Der Lençóis Maranhenses diente als Filmkulisse für den Planeten „Vormir“ in der Filmen Avengers: Infinity War (2018) und Avengers: Endgame (2019). Im Film wurde die Gegend stark mit CGI bearbeitet.